# عملیات تاننبرگ
عملیات تاننبرگ (آلمانی: Unternehmen Tannenberg) نام رمزی برای عمل نابودکردن شهروندان لهستانی توسط آلمان نازی در اوایل جنگ جهانی دوم بود.این کشتار بر اساس لیستی که گشتاپو از دو سال پیش از آغاز جنگ تهیه آن را شروع کرده بود صورت می‌گرفت.
لیست اصلی بیش از ۶۱٬۰۰۰ نفر از شهروندان لهستانی را دربرمی‌گرفت؛ از جمله فعالان، معلمان، بازیگران، افسران سابق و دیگران.برخی آلمانی‌های ساکن لهستان نیز در تهیه این لیست مشارکت داشتند.

## اجرای عملیات
طرح عملیات در می ۱۹۳۹ توسط اداره مرکزی II P نهایی شد.به دستور هیتلر یک واحد ویژه با نام تاننبرگ در اداره اصلی امنیت رایش ایجاد شد که شماری از واحدهای آینزاتس‌گروپن را فرماندهی می‌کرد.وظیفه آن‌ها یافتن و دستگیری افرادی بود که نام آن‌ها پیش از جنگ در لیستی که آلمان‌ها تهیه کرده بودند آمده بود.

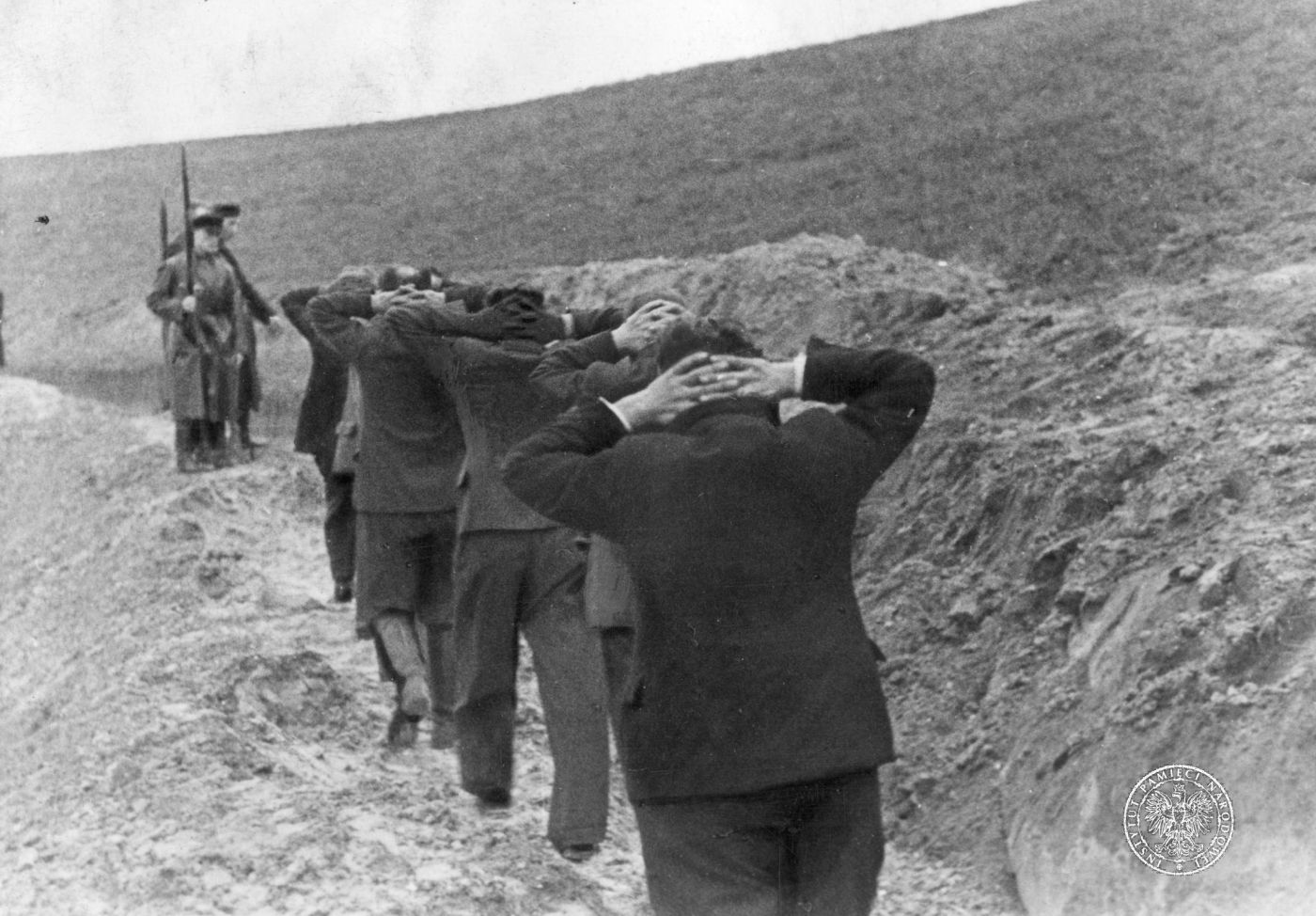
چند آموزگار لهستانی اهل بیدگوشچ توسط نیروهای فولکس‌دویچه زلبست‌شوتز به محل در دره مرگ اعدام برده می‌شوند

فاز اول عملیات در اوت ۱۹۳۹ و با دستگیری و اعدام حدود ۲۰۰۰ فعال عضو سازمان‌های اقلیت لهستانی در آلمان اجرا شد.فاز دوم در ۱ سپتامبر ۱۹۳۹ آغاز شد و در ماه اکتبر به پایان رسید.در این فاز حداقل ۲۰٬۰۰۰ نفر در ۷۶۰ کشتار جمعی توسط نیروهای آینزاتس‌گروپن و با کمک واحدهای ورماخت کشته شدند.در اجرای این فاز گروه شبه‌نظامی فولکس‌دویچه زلبست‌شوتز که اعضای آن از اقلیت آلمانی ساکن لهستان بودند نیز مشارکت داشتند.

## کشتار بیماران بیمارستان‌ها
در جریان عملیات تاننبرگ، بیماران بیمارستان‌ها در لهستان بزرگ توسط نیروهای آینزاتس‌گروپن IV تحت فرماندهی هربرت لانگه کشته شدند.وی کمی پس از اتمام عملیات به فرماندهی اردوگاه مرگ خلمنو منصوب شد.تا نیمه ۱۹۴۰ افراد لانگه ۱۱۰۰ بیمار را در اوینسکا، ۲۷۵۰ بیمار را در کوشچان و ۱۵۵۸ بیمار و ۳۰۰ لهستانی دیگر را در ژاودوو با شلیک به پشت گردن به قتل رساندند.

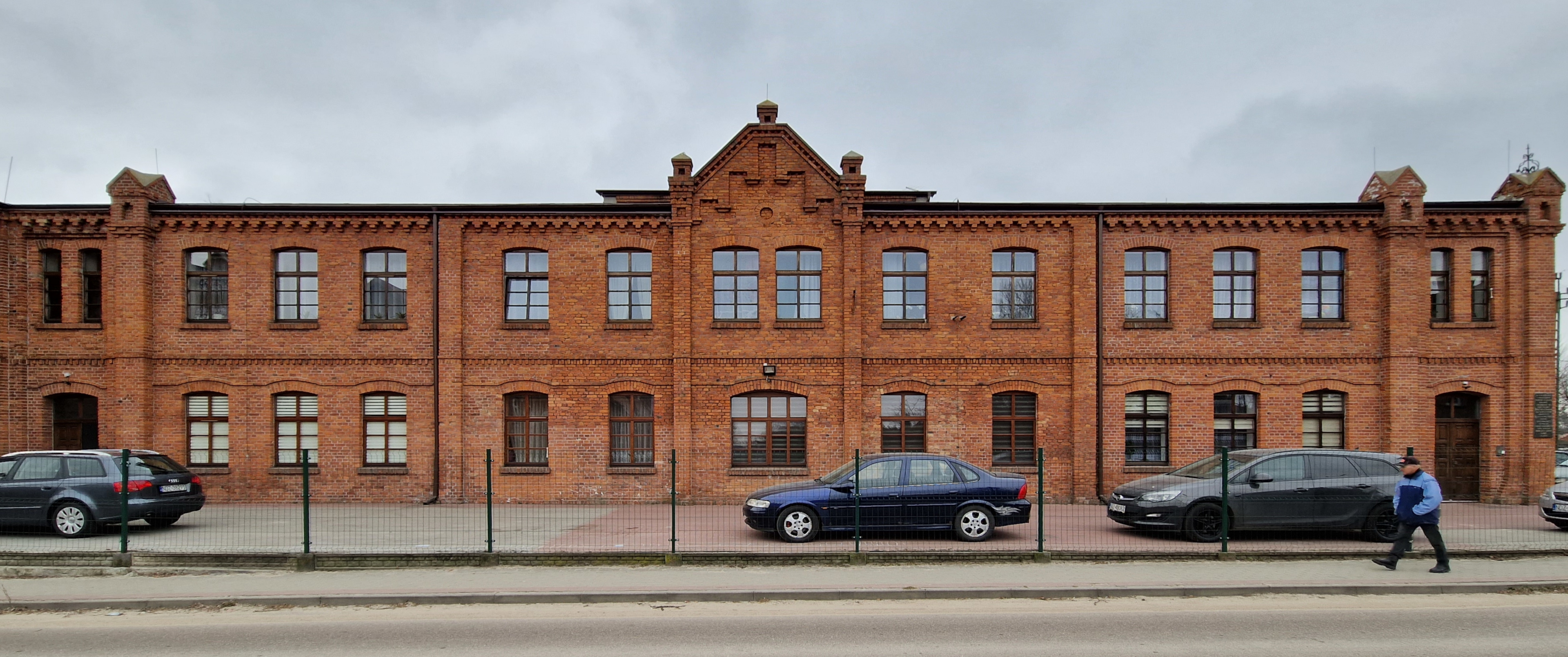
باقی‌مانده ساختمانی در اردوگاه کار اجباری زولداو که هربرت لانگه در آن‌جا ون‌های گاز را برای کشتار بیماران لهستانی آزمایش می‌کرد

پتر لونگریش تاریخ‌نگار آلمانی معتقد است که کشتار بیماران بیمارستان‌ها عمل خودسرانه نیروهای آینزاتس‌گروپن محسوب می‌شود زیرا هیچ دستوری از طرف هاینریش هیملر برای این کار داده نشده بود.تجربه لانگه در کشتار شهروندان لهستانی موجب شد تا ارنست دامتسوگ فرمانده زیپو و اس دی در پوزنان وی را به فرماندهی یک واحد زوندرکماندو برای نابودی گتو لودز منصوب کند.